# BMW 320 TC
A BMW 320 TC a 2011-es Super 2000 szabályrendszer alapján épített versenyautó, mely az FIA irányítása alá tartozó Túraautó-világbajnokság (World Touring Car Championship) autóverseny sorozatban versenyzett.

## Előzmények
A BMW 320 TC a BMW 320si WTCC továbbfejlesztett változata, amivel Andy Priaulx 2006-ban és 2007-ben megnyerte a Túraautó-világbajnokságot. Az autó ezen felül számos országos bajnokságban, köztük a Brit túraautó-bajnokságban és a Skandináv túraautó-bajnokságban is jelentős sikereket ért el. A BMW 320si-ből több mint 60 példányt szállított le a BMW Motorsport.

## 2011-es szabályok
A 2011-es évtől a WTCC-ben lehetőség volt a hagyományos Super 2000 rendszerű, legfeljebb 2 literes feltöltés nélküli motorral, valamint legfeljebb 1600 köbcentis turbófeltöltéses motorral rajthoz állni. A BMW elkészítette saját 1600 köbcentis motorját, amivel több csapat is benevezett a 2011-es évre.
Az autó két versenyen győzött a Túraautó-világbajnokságban: az első győzelmet Franz Engstler szerezte a 2011-es oscherslebeni verseny második futamán. A második győzelmet Tom Coronel szerezte a szuzukai verseny második futamán.

## Karosszéria
Az autó a BMW regensburgi gyárában készül, 1-es és 3-as BMW alkatrészeket felhasználva. A gyári BMW 320-hoz képest a legnagyobb különbséget a módosított felfüggesztés jelenti. Ez lehetővé teszi a csapatoknak, hogy rövid idő alatt kerekenként állítani tudjanak többek között a kerékdőlésen és az utánfutáson. A nyomtávot és a kerékdőlést megnövelték, miközben a féltengelyek a gyári 320-asból valók.

## Adatok
| Hosszúság        | 4539 mm                                                                              |
| Szélesség        | 1858 mm                                                                              |
| Magasság         | kb. 1350 mm                                                                          |
| Nyomtáv          | 2760 mm                                                                              |
| Tömeg            | 1160 kg +/- ballaszt                                                                 |
| Üzemanyagtartály | kb. 45 liter                                                                         |
| Ára              | 220 000 EUR + áfa                                                                    |
| Motor típusa     | Soros négyhengeres turbófeltöltéses motor közvetlen befecskendezéssel és légszűrővel |
| Lökettérfogat    | 1598 cm3                                                                             |
| Kompresszió      | max. 12,5:1                                                                          |
| Teljesítmény     | max. 310 LE                                                                          |
| Nyomaték         | max. 420 Nm                                                                          |
| Fordulatszám     | max. 8500 percenként                                                                 |

## Csapatok és versenyzők
A következő csapatok és versenyzők neveztek BMW 320 TC-vel a 2013-as FIA Túraautó-világbajnokságra:
| Csapat          | Versenyző                       |
| --------------- | ------------------------------- |
| ROAL Motorsport | Tom Coronel, Darryl O'Young     |
| Proteam Racing  | Mehdi Bennani                   |
| Team Engstler   | Franz Engstler, Charles Kaki Ng |
| Wiechers Sport  | Fredy Barth                     |
| ANOME           | Jean-Phillipe Dayraut           |
| PB Racing       | Stefano D'Aste                  |